# Dacian Varga
Dacian Șerban Varga (n. 15 octombrie 1984 în Petroșani, Hunedoara) este un jucător de fotbal care în prezent este liber de contract. Este fiul lui Ioan Varga, un fost jucător al celor de la Dinamo București.

## Cariera
Dacian Varga a început să joace fotbal de la vârsta de 8 ani, când tatăl său, fostul fundaș dinamovist Ioan Varga, l-a adus la un club de fotbal de sală din Deva. La acesta a jucat până în 1996, când a ajuns la juniorii lui Dinamo București. Aici, el a avut antrenori cunoscuți, cum ar fi Gheorghe Mihali sau Iulian Mihăescu. A devenit campion național la juniori cu Dinamo, însă a părăsit formația dinamovistă, fiind acuzat, pe nedrept, se pare, de furt, în timp ce se afla alături de colegii săi într-un turneu în Florența, Italia.

### Sportul Studențesc
A ajuns la tinerii celor de la Sportul Studențesc la vârsta de 17 ani, fiind promovat la echipa a doua a clubului, însă a retrogradat din nou la juniori după un conflict avut cu antrenorul Cornel Jurcă.
Fiind ajutat de Cristian Sava, antrenorul grupei de juniori la care evolua, Varga a fost pregătit în 2004, la 20 de ani, să debuteze în Liga II pentru formația studenților. După primul sezon în care Varga a jucat pentru seniorii Sportului, formația a promovat în Liga I, debutând pe prima scenă fotbalistică a țării într-o partidă disputată împotriva formației la care și-a petrecut o bună parte din anii junioratului la Dinamo.
Și primul gol marcat de el în Liga I va veni într-un meci cu o echipă cunoscută de Varga, Jiul Petroșani, formația din orașul său natal. În 2006, va marca al doilea său gol în Liga I, într-o partidă cu FC Timișoara, iar apoi va marca în ultimul minut golul victoriei într-o partidă extraordinară făcută de Sportul Studențesc în „Groapă”, din nou cu Dinamo București, meci câștigat de „studenți” cu 5-4.
După retrogradarea Sportului în liga secundă, Dacian a rămas la echipă, spre deosebire de o bună parte din colegii săi, cum ar fi Ionuț Mazilu, Costin Lazăr, Stelian Stancu sau Eduard Stăncioiu. A rămas vedeta echipei, alături de Costin Curelea și Viorel Ferfelea. În 2009, a fost împrumutat, pentru returul de campionat, la Unirea Urziceni.

### Unirea Urziceni
A debutat la Urziceni în prima etapă a returului, în egalul (0-0) ialomițenilor cu FC Brașov. Marchează primul său gol la Urziceni în partida cu Pandurii Târgu-Jiu, însă cel mai important gol marcat de Varga este cel din partida cu Dinamo București, din ante-penultima etapă. Unirea a învins datorită golului său, a trecut peste Dinamo București în clasament, fiind aproape campioană datorită rezultatului.
A jucat pentru Unirea Urziceni în grupele UEFA Champions League 2009-10, contabilizând 6 meciuri și reușind să marcheze un gol împotriva echipei germane VfB Stuttgart, meci disputat la București, pe stadionul Ghencea, terminat cu scorul 1-1. Golul său este și primul din istoria Unirii Urziceni în cupele europene.
În februarie 2010 a făcut parte dintr-un transfer controversat, alături de Tiberiu Bălan, cei doi fiind împrumutați de Sportul Studențesc la Rapid III București, echipa satelit a lui Rapid București care evolua în Liga a IV-a. Înțelegerea a fost făcută astfel deoarece echipa întâi a clubului Rapid, care evolua în Liga I, nu mai putea face transferuri, perioada de „mercato” fiind încheiată. Dar cei doi nu aveau drept de joc decât la Liga a IV-a, astfel că primul (și singurul) meci în care Varga și Bălan au fost folosiți la Rapid a fost pierdut la „masa verde” în fața echipei FC Timișoara.
În 2011 a fost împrumutat de Sportul la Kuban Krasnodar, unde lucrează sub comanda fostului său antrenor de la Unirea Urziceni, Dan Petrescu.

### Echipa națională
Înainte de a debuta la echipa națională de seniori, Varga a susținut două partide pentru naționala de tineret, ambele în anul 2006, meciuri disputate de "naționala mică" împotriva reprezentativelor similare ale Turciei și ale Elveției.
Debutul la naționala mare a venit abia în 2009, pe 11 februarie, când Dacian Varga a intrat pe teren în minutul 87 al partidei amicale cu Croația, pierdută cu scorul de 1-2. El l-a înlocuit pe atacantul Ciprian Marica, cel care marcase unicul gol al partidei. Varga a devenit primul fotbalist în 17 ani care să evolueze la națională în timp ce se afla sub contract cu o echipă de ligă secundă, precedentul fiind Romulus Buia, care evolua în momentul selecționării la FC Baia Mare.

## Titluri
| Sezon   | Club            | Titlu  |
| ------- | --------------- | ------ |
| 2008-09 | Unirea Urziceni | Liga I |